# Нефериркара Какаи
Нефериркара Какаи — фараон Древнего Египта, правивший приблизительно в 2475 — 2465 годах до н. э., из V династии.

## Деятельность

### Происхождение
Происхождение Нефериркара, как и двух других первых фараонов V династии неясно. О нём и его времени правления сохранилось немного свидетельств.

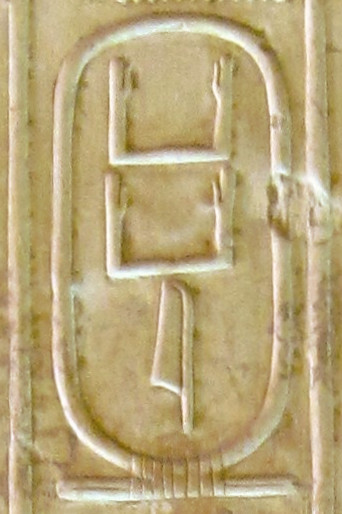
Имя Какаи в Абидосском списке фараонов (№ 28)

Неферикара был сыном основателя династии фараона Усеркафа и царицы Хенткаус I и наследовал своему брату Сахура. То, что он был братом Сахура, подтверждают и изображения Нефериркара в заупокойном храме Сахура. В папирусе Весткар, Нефериркара (тут он известен как Кеку) назван сыном жены жреца бога Ра и самого бога Ра, наряду с двумя другими первыми фараонами V династии — Усеркафом и Сахура, которые таким образом являлись его братьями. Имя Кеку идентично имени Какаи, известного как преемника фараона Сахура в Абидосском списке фараонов. Также имя Какаи встречается на нескольких каменных блоках, использованных при возведении гробницы некоего вельможи Ти в Саккаре. Этот чиновник жил во времена Неферикара и выполнял обязанности жреца при пирамидах этого царя и его близкого преемника Ниусерра. Однако в Саккарском списке непосредственным преемником Сахура назван Неферикара, и это имя известно по большинству сохранившихся артефактов. Предположительно, Какаи (это было его личное имя, то есть имя данное при рождении), вступив на престол, принял тронное имя Нефериркара («Совершенный образ души Ра»), которое Манефон передал как Неферхерес  (др.-греч. Νεφερχέρης). То, что Нефериркара и Какаи — это один человек, доказывает тот факт, что у них совпадают названия пирамид и солнечных храмов. Хоровым именем Нефериркара было Усерхау («Могучий в своём восхождении»), поскольку оно было найдено на цилиндрической печати рядом с именем Нефериркара.

### Годы правления
Продолжительность правления Нефериркара точно не известна.
На обратной стороне повреждённого Палермского камня, который считается последним из сохранившихся со времен его правления, указан «год после 5-го подсчёта рогатого скота», что подразумевает 10-й год его правления (если подсчёты скота производились раз в два года). Последующие года его правления утеряны в недостающей части документа.
Царский список Манефона отводит Нефериркара (там он назван Неферхересом) 20 лет правления, но судя по тому, что его пирамида и храмы, принадлежащие к ней остались не закончены, он вряд ли мог иметь такой длительный срок правления.

### Сведения почерпнутые из Палермского камня
На Палермском камне частично сохранились записи о 1, 9 (?) и 10 (?) годах правления Нефериркара Какаи, которые сообщают кое-что о его деяниях. На 1-м году царствования он даровал землю и многое другое Божественной Эннеаде, Духам Она (Гелиополя), Хатхор и другим богам. Он приказал, чтобы в храме Хатхор, Владычицы Смоковницы, в городе Мерет-Снофру — месте, которое было заселено, как свидетельствует его название, во времена царя IV династии Снофру, — была установлена статуя из электрума. В 9-й годовой ячейке упоминается солнечный храм Сетибра («Сердечное желание Ра»), построенный в Абусире, а также проведённая там важная церемония «Обхода стены». В 10-й годовой ячейке сказано, что он возвёл стену вокруг священной ладьи солнца, которая находилась в южной части солнечного храма, а также сделал в качестве своего памятника для Ра, «вечернюю» и «утреннею» солнечные ладьи длиной 8 локтей (3,6 м) из меди. В том же году он послал дары «Душам Она», богу Птаху Мемфискому и богине Уаджит. В том году отмечался праздник «Воссияние царя Верхнего Египта и Воссияние царя Нижнего Египта». Данный праздник, значение которого неизвестно, отмечался регулярно.
Так как записи Палермского камня обрываются на правлении Нефериркара, это дало право некоторым историкам утверждать, что эта первая сохранившаяся в мировой истории хроника была написана именно при этом фараоне. Однако это обстоятельство оспаривается на основании того, что обратная сторона камня содержит явные ссылки на позднейших фараонов конца Древнего царства. Так что, возможно, составление Палермского камня происходило во время довольно длительного правления фараона Ниусерра Ини, наследовавшего власть после кратковременного правления фараонов Шепсескара и Неферефра, прямых наследников самого Нефериркара.

## Имена фараона
| G5 |

| G5 |

| F12 | N28 | G43 |

| F12 | N28 | G43 |

| G16 |

| G16 |

| G16 | N28 | G17 |

| G16 | N28 | G17 |

| G16 | F12 | N28 | G43 |

| G16 | F12 | N28 | G43 |

| G8 |

| G8 |

| S42 · S42 · S42 · S12 |

| S42 · S42 · S42 · S12 |

| nswt&bity |

| nswt&bity |

| N5 | F35 | D4 · D28 |

| N5 | F35 | D4 · D28 |

| N5 | F35 | D4 · D28 |

| N5 | F35 | D4 · D28 |

| N5 | F35 | D4 · D28 |

| N5 | F35 | D4 · D28 |

| N5 | F35 | D4 · D28 |

| N5 | F35 | D4 · D28 |

| N5 | F35 | D21 · D4 | D28 |

| N5 | F35 | D21 · D4 | D28 |

| N5 | F35 | D21 · D4 | D28 |

| N5 | F35 | D21 · D4 | D28 |

| N5 | F35 | D21 · D4 | D28 |

| N5 | F35 | D21 · D4 | D28 |

| N5 | F35 | D21 · D4 | D28 |

| N5 | F35 | D21 · D4 | D28 |

| D28 | D28 | M17 |

| D28 | D28 | M17 |

| D28 | D28 | M17 |

| D28 | D28 | M17 |

| D28 | D28 | M17 |

| D28 | D28 | M17 |

| D28 | D28 | M17 |

| D28 | D28 | M17 |

## Заупокойный комплекс

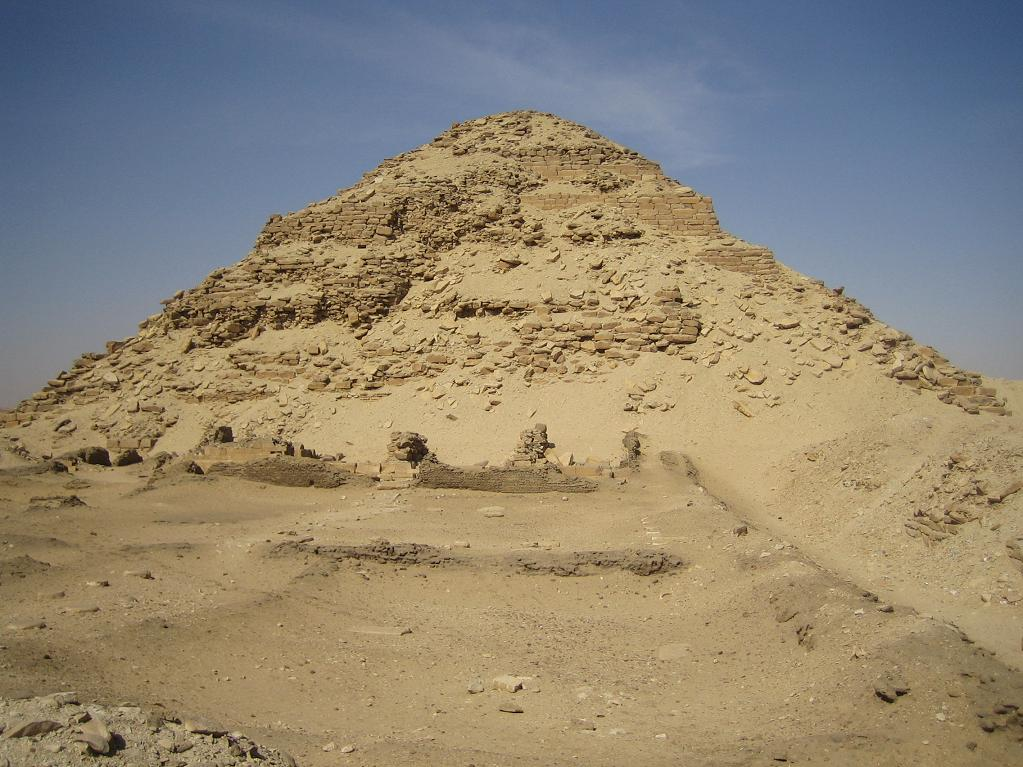
Пирамида Нефериркара в Абусире

Нефериркара известен, прежде всего, своими строительными работами, к центральным проектам которых принадлежали до сих пор не найденные солнечный храм и поминальный комплекс с пирамидой.
Нефериркара построил пирамиду в Абусире, названную Ба («Душа»). Это самая крупная пирамида Абусира. Первоначально её ширина составляла 104 м, высота — 73,50 м, а угол наклона граней — 53° 05'. Основу пирамиды Нефериркара Какаи составляла шестиступенчатая пирамида высотой 52 м, ступени которой впоследствии заполнили каменной кладкой, чтобы пирамида приняла форму «истинной». Сейчас пирамида Нефериркара сильно разрушена, и её высота равняется лишь 44 м. Вход в пирамиду располагался с северной стороны. Галерея и погребальная камера, от которой сохранилась только верхняя часть, по форме лишь слегка отличались от пирамиды Сахура.
Фараону Нефериркара, который, вероятно, царствовал не более 10 лет, не довелось увидеть пирамиду законченной. Можно утверждать, что при нём едва начали постройку верхнего заупокойного храма, который был задуман как величественное сооружение, по размерам соответствующее пирамиде. Был завершён лишь зал, снабжённый пятью нишами, и святилище. Двор и часть кладовых были возведены уже при Неферефра, все остальное — при Ниусерра, но значительно скромнее, чем планировалось. Только центральная часть храма была выполнена из камня, остальные части строились из сырцового кирпича с перекрытиями из деревянных балок. Колонны также были из дерева и, вероятно, имели форму лотоса.
Что касается нижнего храма и «восходящей» дороги, то Ниусерра просто присвоил их себе. Положение храма и направление дороги показывают, что эти строения должны были относиться к пирамиде Нефериркара, но Ниусерра приказал направить эту дорогу к своей пирамиде.
Заупокойный комплекс фараона был исследован в самом конце XIX века, когда там был найден древнейший и один из важнейших архивов административных документов периода Древнего царства, в котором хранились папирусы вплоть до датированных правлением фараона Униса. В нём хранились описи имущества, штатного расписания храмового персонала, выдачи продуктов питания и вещей со складов и другое. Данные этого архива хорошо дополняют найденные в Коптосе указы фараонов Древнего царства о наделении храмов привилегиями, в частности об освобождении храмового персонала от дополнительных работ в пользу царя.
Довольно крупные размеры его погребального комплекса в Абусире позволяют предположить, что в период правления Нефериркара государственная власть была относительно могущественной и влиятельной. Вместе с тем, тот факт, что Нефериркара был вынужден освободить храмы Осириса от работы на «дом царя», свидетельствует о сокращении неограниченного влияния царского двора на жречество.

## Солнечный храм

План Абусира

Хотя указаний о солнечном храме Нефериркара в надписях имеется больше чем о любом другом из шести известных солнечных святынь V династии (см. также Усеркаф#Солнечный храм), он до сих пор не найден археологами. Храм носил название Сетибра («Сердечное желание Ра»). Палермский камень и папирусы архива Абусира являются самыми важными источниками и даже позволяют провести подробную реконструкцию сооружения. Таким образом, согласно Палермскому камню солнечная святыня состояла из центрального обелиска, в южном углу располагалось помещение для солнечной барки, а также две медные ладьи длиной по 8 локтей. Папирусы Абусира отмечают особенно культовое значение здания и его хозяйственные постройки. Они упоминают «восточные склады», помещение для «лодки Маат», зал носящий имя «дворец празднования хеб-сед» и «алтарь Ра». Подношения храму тщательно документировались, а, кроме того, перечисляются подарки для заупокойного храма пирамиды Нефериркары. Солнечный храм, таким образом, являлся настоящим центром заупокойного культа фараона. Важное указание к его локализации — это отметка, что поставки доставлялись из солнечного храма в заупокойный храм Нефериркары на лодках, значит они не располагались в непосредственной близости друг от друга.
Почему сооружение вопреки его хорошему письменному документированию до сих пор не локализовано, не вполне понятно. Однако, конструкция солнечного храма Ниусерра даёт возможное объяснение: Он сооружался сперва только из кирпичей, а впоследствии перестраивался в камне. Возможно, такая реконструкция была запланирована также и для святыни Нефериркара. Но так как Нефериркара правил недолго, эта перестройка не была совершена и первоначальная кирпичная постройка была уничтожена временем.

## Образ царя

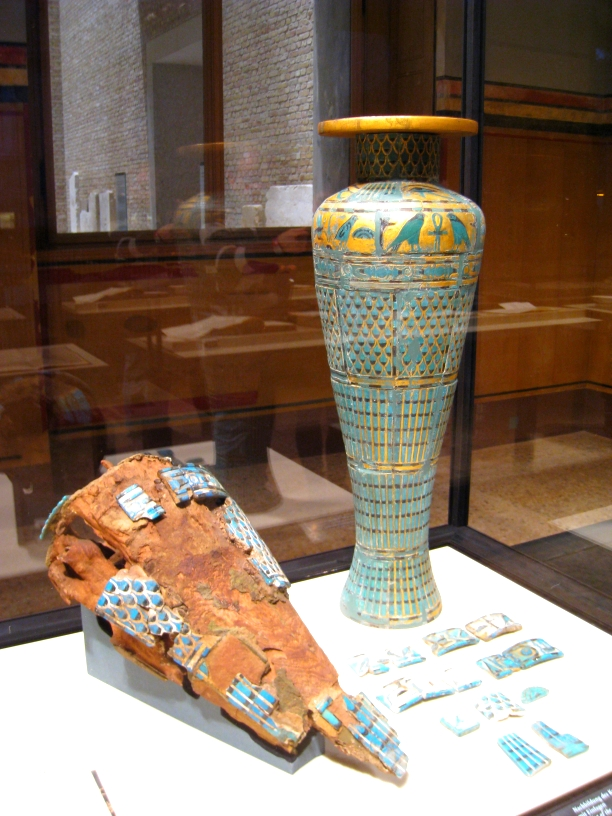
Реконструкция ритуальной вазы из сикаморы с фаянсовыми и золотыми вставками. Содержит имя Нефериркара в картуше. Найдена в заупокойном храме этого фараона. Сейчас находится в Египетском музее Берлина

Нефериркара является одним из популярных героев древнеегипетского фольклора того периода. Предания изображают его мудрым, благородным, вежливым и добродушным правителем. Это подтверждают и упоминания о фараоне в гробницах вельмож. В частности, известна история о том, как во время отправления религиозного обряда фараон случайно дотронулся жезлом до тела пожилого и уважаемого всеми вельможи Раура. Этот жест фараона, на которого смотрели как на божество, означал опалу или даже казнь придворного. Нефериркара, однако, спешно помиловал Раура и настоял на том, чтобы инцидент не имел для последнего никаких негативных последствий. Всё это было запечатлено в надписи в гробнице Раура в Гизе:

«Однажды жрец Раур в своих священных одеждах поднимался к царю, чтобы поднести ему царское платье, когда скипетр в царской руке ударил жреца Раура по ноге. Фараон сказал: „Ты в безопасности“. Итак, царь сказал, а затем добавил: „Это желание царя, чтобы он был в полной безопасности, так как я не ударил по нему. Ибо он более достоин перед царём, чем любой другой человек“».
В гробнице Уашптаха в Абусире была найдена плохо сохранившаяся надпись, относящаяся к периоду Нефериркара Какаи. Уашптах был визирем (чати), главным судьёй и главным архитектором царя Нефериркара. Надпись гласит, что однажды царь со своей семьёй отправился посмотреть на некое здание, которое строил Уашптах, и все они восхищались сооружением и превозносили его, а его величество очень радовался. И вдруг, пока фараон говорил, «его величество заметил, что Уашптах не слушает его». Царь издал крик [слова не указаны], настаивая что старик болен, и «когда царская семья и придворные услышали это, сердца их наполнил страх». Поражённого болезнью архитектора отнесли во дворец, «и его величество повелел прийти членам своей семьи, вельможам, советникам и целителям. Фараон приказал принести сундук с [медицинскими] предписаниями, однако они открыли его величеству, что он опоздал. Сердце его опечалилось весьма, и он сказав, что сделал бы всё по желанию своего сердца, удалился в свои покои». Вскоре после этого Уашптах скончался, и «его величество повелел, чтобы был для него изготовлен гроб из чёрного дерева. Никогда ничего подобного не делали для такого человека, как он… Его старший сын сделал эту надпись для него, ибо… его величество повелел, чтобы всё это было описано в гробнице. Его величество хвалил его [сына] за это, а тот в свою очередь хвалил бога за него». Эта надпись в гробнице Уашптаха особо подчёркивает человеколюбие фараона Нефериркара.
Вельможа Птахшепсес, живший при семи царях, оставил нам интересную, не лишённую и литературных достоинств надпись, в которой, в частности, рассказывает, что в качестве особой милости «его величество позволил ему целовать свои ноги и не позволил ему целовать пол».
| V династия             |                                                                          |                      |
| Предшественник: Сахура | фараон Египта ок. 2483 — 2463 до н. э. (правил приблизительно 10—11 лет) | Преемник: Шепсескара |